# 13-та флотилія підводних човнів Крігсмаріне
13-та флотилія підводних човнів Крігсмаріне (нім. 13. Unterseebootsflottille) — з'єднання, флотилія підводних човнів військово-морських сил Третього Рейху за часів Другої світової війни.

## Історія формування
13-та флотилія підводних човнів Крігсмаріне була сформована у червні 1943 року з розгортанням на базі в Тронгеймі в окупованій Норвегії. Зоною відповідальності флотилії визначалися арктичні води, північніше зони відповідальності 11-ї флотилії підводних човнів Крігсмаріне. Окремі човни 13-ї флотилії базувалися в Нарвіку та Хаммерфесті. Першим і єдиним командиром флотилії був корветтен-капітан Рольф Рюггеберг. Крім основного завдання, атаки на конвої в СРСР, човни 13-ї флотилії здійснювали метеорологічну діяльність та операції з дозаправки гідролітаків-розвідників Bv 138.
У 1944 році флотилія почала поповнюватися за рахунок човнів, що втекли із Франції, що призвело до реорганізації формування шляхом створення з частини його човнів 14-ї флотилії з базуванням у Нарвіку. У травні 1945 року після капітуляції Німеччини 13-та флотилія була розформована.

## ПЧ, що входили до складу 13-ї флотилії
| Тип         | Кількість | Номер ПЧ |
| ----------- | --------- | --- |
| типу VIIC   | 47        | U-212, U-251, U-255, U-277, U-278, U-286, U-288, U-289, U-302, U-307, U-310, U-312, U-313, U-315, U-354, U-360, U-362, U-363, U-365, U-366, U-387, U-425, U-427, U-586, U-601, U-622, U-625, U-636, U-639, U-668, U-673, U-703, U-711, U-713, U-716, U-737, U-739, U-742, U-771, U-921, U-956, U-957, U-959, U-965, U-968, U-992, U-994 |
| типу VIIC41 | 8         | U-293, U-294, U-295, U-299, U-318, U-995, U-997, U-1163 |

## Командири
| Час                          | Командир флотилії                                                       |
| ---------------------------- | ----------------------------------------------------------------------- |
| червень 1943 — 8 травня 1945 | корветтен-капітан, з 1 листопада 1944 фрегаттен-капітан Рольф Рюггеберг |